# Qualificazioni al campionato mondiale femminile di calcio 2023 - UEFA - Fase a gironi, gruppo E
Il gruppo E delle qualificazioni al campionato mondiale femminile di calcio 2023 è composto da sei squadre: Danimarca, Russia, Bosnia ed Erzegovina, Azerbaigian, Malta e Montenegro. La composizione dei sette gruppi di qualificazione della sezione UEFA è stata sorteggiata il 30 aprile 2021.

## Formula
Le sei squadre si affrontano in un girone all'italiana con partite di andata e ritorno, per un totale di 10 partite. La squadra prima classificata si qualifica direttamente alla fase finale del torneo, mentre la seconda classificata accede ai play-off qualificazione.
In caso di parità di punti tra due o più squadre di uno stesso gruppo, le posizioni in classifica verranno determinate prendendo in considerazione, nell'ordine, i seguenti criteri:
1. maggiore numero di punti negli scontri diretti tra le squadre interessate (classifica avulsa);
2. migliore differenza reti negli scontri diretti tra le squadre interessate (classifica avulsa);
3. maggiore numero di reti segnate negli scontri diretti tra le squadre interessate (classifica avulsa);
4. maggiore numero di reti segnate in trasferta negli scontri diretti tra le squadre interessate (classifica avulsa), valido solo per il turno di qualificazione a gironi;
5. se, dopo aver applicato i criteri dall'1 al 4, ci sono squadre ancora in parità di punti, i criteri dall'1 al 4 si riapplicano alle sole squadre in questione. Se continua a persistere la parità, si procede con i criteri dal 6 all'11;
6. migliore differenza reti;
7. maggiore numero di reti segnate;
8. maggiore numero di reti segnate in trasferta;
9. maggiore numero di vittorie nel girone;
10. maggiore numero di vittorie in trasferta nel girone;
11. classifica del fair play;
12. posizione nel ranking UEFA in fase di sorteggio.

## Classifica
| Pos | Squadra              | Pt | G | V | N | P | GF | GS | DR  |
| --- | -------------------- | -- | - | - | - | - | -- | -- | --- |
| 1.  | Danimarca            | 24 | 8 | 8 | 0 | 0 | 40 | 2  | +35 |
| 2.  | Bosnia ed Erzegovina | 11 | 8 | 3 | 2 | 3 | 9  | 17 | -8  |
| 3.  | Montenegro           | 9  | 8 | 3 | 0 | 5 | 9  | 17 | -8  |
| 4.  | Azerbaigian          | 7  | 8 | 2 | 1 | 5 | 5  | 16 | -11 |
| 5.  | Malta                | 7  | 8 | 2 | 1 | 5 | 6  | 17 | -11 |
| 6.  | Russia               | 0  | 0 | 0 | 0 | 0 | 0  | 0  | 0   |

Nota: Il 28 febbraio 2022, a seguito dell'invasione russa dell'Ucraina, la FIFA ha sospeso la Russia dalla partecipazione a tutte le competizioni. Il 2 maggio la UEFA ha annunciato che la Russia non sarebbe più stata autorizzata a prendere parte alla competizione e che i risultati precedenti sarebbero stati annullati e che il Gruppo E sarebbe continuato con cinque squadre.

## Risultati
| Arbitro: | Karoline Wacker |

|                                                                                              |           |  |
| Troelsgaard Nielsen 14’ Bruun 23’, 48’ Larsen 26’ Harder 47’ Sevecke 78’ Thrige Andersen 89’ | Marcatori |  |

| Arbitro: | Justina Lavrenovaite |

|                              |           |                                 |
| Hasanbegović 12’ Nikolić 19’ | Marcatori | 5’, 9’ Kuć 60’ (rig.) Bulatović |

| Arbitro: | Viola Raudziņa |

|                            |           |  |
| Fëdorova 42’ Korovkina 75’ | Marcatori |  |

| Arbitro: | Ewa Augustyn |

|                                                      |           |  |
| Korovkina 10’ Smirnova 54’, 59’, 88’ Belomytceva 90’ | Marcatori |  |

| Arbitro: | Zuzana Valentová |

|  |           |                                                                             |
|  | Marcatori | 3’, 62’ Bruun 11’, 26’, 60’ Larsen 43’ (aut.) Mollayeva 75’ Gejl 76’ Snerle |

| Arbitro: | Lina Lehtovaara |

|                                   |           |                       |
| M. Farrugia 81’ S. Farrugia 90+5’ | Marcatori | 6’ Nikolić 33’ Jelčić |

| Arbitro: | Kristina Georgieva |

|                           |           |  |
| Bulatović 5’ Tošković 83’ | Marcatori |  |

| Arbitro: | Miriama Matulova |

|                                           |           |  |
| Korovkina 45’ Maškova 47’ Belomytceva 88’ | Marcatori |  |

| Arbitro: | Veronika Kovarova |

|                                                                      |           |  |
| Bruun 7’, 27’, 35’, 39’, 58’ Gejl 65’ Harder 80’ Thrige Andersen 90’ | Marcatori |  |

| Arbitro: | Cristina Trandafir |

|  |           |                                                  |
|  | Marcatori | 36’ Korovkina 45+2’, 85’ Kožnikova 72’ Abdullina |

| Arbitro: | Réka Molnar |

|                  |           |                                 |
| Seyfatdinova 90’ | Marcatori | 57’ (rig.) Theuma 86’ E. Xuereb |

| Arbitro: | Olivia Tschon |

|         |           |                                                             |
| Kuć 53’ | Marcatori | 17’, 72’ Larsen 27’ Bruun 40’ Svava 54’ Troelsgaard Nielsen |

| Arbitro: | Zulema Gonzalez Gonzalez |

|  |           |                              |
|  | Marcatori | 1’ Kühl 14’ Bruun 81’ Snerle |

| Arbitro: | Alina Peşu |

|  |           |                                                            |
|  | Marcatori | 16’ Fëdorova 28’ Abdullina 43’ Andreeva 90+5’ Černomyrdina |

| Arbitro: | Kateryna Usova |

|  |           |                   |
|  | Marcatori | 30’ Kuć 82’ Božić |

| Arbitro: | Gamze Durmus |

|            |           |  |
| Jelčić 36’ | Marcatori |  |

| Arbitro: | Emanuela Rusta |

|              |           |  |
| Əhmədova 24’ | Marcatori |  |

| Arbitro: | Cheryl Foster |

|                                                   |           |               |
| Bruun 65’ Troelsgaard Nielsen 76’ (rig.) Gejl 84’ | Marcatori | 89’ Korovkina |

| Podgorica 7 aprile 2022 | Montenegro | – Cancellata referto | Russia | Camp FSCG |

| Arbitro: | Kirsty Dowle |

|               |           |  |
| Nikolić 90+4’ | Marcatori |  |

| Arbitro: | Kristina Georgieva |

|  |           |                            |
|  | Marcatori | 5’ Thomsen 7’ Møller Holdt |

| Arbitro: | Sofik Torosyan |

|  |           |                             |
|  | Marcatori | 21’ Krajšumović 82’ Nikolić |

| Ta' Qali 12 aprile 2022 | Malta | – Cancellata referto | Russia | Centenary Stadium |

| Arbitro: | Silvia Domingos |

|                         |           |  |
| Larsen 2’ Holmgaard 76’ | Marcatori |  |

| Arbitro: | Désirée Grundbacher |

|                                                                               |           |                 |
| K. Holmgaard 3’ Harder 25’ (rig.) Ballisager Pedersen 46’ Bruun 50’ Hasbo 82’ | Marcatori | 22’ Vujadinović |

| Arbitro: | Silvia Gasperotti |

|  |           |                              |
|  | Marcatori | 10’ Bakarandze 60’ Mammadova |

| 2 settembre 2022 | Russia | – Cancellata referto | Bosnia ed Erzegovina |  |

| 6 settembre 2022 | Russia | – Cancellata referto | Danimarca |  |

| Arbitro: | Maika Vanderstichel |

|            |           |              |
| Parlak 67’ | Marcatori | 64’ Gačanica |

| Arbitro: | Kirsty Dowle |

|  |           |                            |
|  | Marcatori | 28’ M. Farrugia 45’ Lipman |

## Statistiche

### Classifica marcatrici
13 reti
- Signe Bruun

8 reti
- Stine Larsen

5 reti
- Nelli Korovkina

4 reti
- Milena Nikolić
- Armisa Kuć

3 reti
- Mille Gejl
- Pernille Harder (1 rig.)
- Sanne Troelsgaard Nielsen (1 rig.)
- Nadežda Smirnova

2 reti
- Maja Jelčić
- Karen Holmgaard
- Emma Snerle
- Sara Thrige Andersen
- Maria Farrugia
- Slađana Bulatović (1 rig.)
- Alsu Abdullina
- Anna Belomytceva
- Marina Fëdorova
- Anna Kožnikova

1 rete
- Ayşən Əhmədova
- Kristina Bakarandze
- Diana Mammadova
- Nazlıcan Parlak
- Vusala Seyfatdinova
- Minela Gačanica
- Melisa Hasanbegović
- Sofija Krajšumović
- Stine Ballisager Pedersen
- Josefine Hasbo
- Olivia Møller Holdt
- Kathrine Møller Kühl
- Rikke Sevecke
- Sofie Svava
- Janni Thomsen
- Stefania Farrugia
- Emma Lipman
- Dorianne Theuma (1 rig.)
- Emma Xuereb
- Helena Božić
- Anđela Tošković
- Jelena Vujadinović
- Alena Andreeva
- Margarita Černomyrdina
- Kristina Maškova

1 autorete
- Manə Mollayeva (1 a favore della Danimarca)